# José Verdún
José Omar Verdún (Montevideo, 12 aprile 1945 – Cúcuta, 12 luglio 2018) è stato un calciatore uruguaiano, di ruolo attaccante.

## Carriera
Ha segnato in totale 182 reti nel campionato colombiano, di cui è stato capocannoniere nel 1962 e nel 1963.